# Rzęsostopek źdźbłowy
Rzęsostopek źdźbłowy (Crinipellis scabella (Alb. & Schwein.) Murrill) – gatunek grzybów należący do rodziny twardzioszkowatych (Marasmiaceae).

## Systematyka i nazewnictwo
Pozycja w klasyfikacji według Index Fungorum: Crinipellis, Marasmiaceae, Agaricales, Agaricomycetidae, Agaricomycetes, Agaricomycotina, Basidiomycota, Fungi.
Po raz pierwszy takson ten opisali w 1805 r. Johannes Baptista von Albertini i Lewis David von Schweinitz  jako Agaricus scabellus. Obecną, uznaną przez Indeks Fungorum nazwę nadał mu William Alphonso Murrill w 1915 r.
Synonimów ma 20. Niektóre z nich:
- Androsaceus epichloe (Fr.) Rea 1922
- Collybia stipitaria var. syringicola. Petersen 1911
- Crinipellis caulicinalis (Bull.) Rea 1922
- Crinipellis stipitaria var. corticalis (Desm.) Singer 1943
- Crinipellis stipitaria var. graminealis (Lasch) Singer 1943
- Marasmius scabellus (Alb. & Schwein.) Morgan 1905
- Marasmius stipitarius (Fr.) J.E. Lange 1936

Nazwę polską zaproponował Władysław Wojewoda w 2003 r.

## Morfologia
Kapelusz
Średnica 8–15 mm, początkowo dzwonkowaty,  potem łukowaty, na koniec płaski i nieco wypukły, czasem z niewielkim wzniesieniem na środku. Powierzchnia promieniście włókienkowata, strefowana o barwie od białawej do kremowej, u młodych owocników włochata, u starszych pokryta posklejanymi włókienkami o barwie od czerwonawej do czerwonobrązowej. Starsze owocniki jaśniejsze, ale zawsze z ciemniejszym środkiem. Brzeg nieregularny i szorstko owłosiony, zwłaszcza u młodych owocników.
Blaszki
Średnio gęste z międzyblaszkami, lekko wykrojone i przyrośnięte, brzuchate, białawe i nieco szkliste.
Trzon
Wysokość 20–30 mm, grubość do 1 mm, kształt walcowaty, czasami pogięty, twardy, wewnątrz pusty. Powierzchnia o barwie od kasztanowej do ciemnobrązowej, filcowata lub pilśniowata, pokryta włoskami, łuszcząca się.
Miąższ
W kapeluszu cienki, a w trzonie twardy. Praktycznie bez zapachu, w smaku łagodny, słodkawy.
Cechy mikroskopowe
Wysyp zarodników o barwie od białej poprzez kremową do żółtawej. Zarodniki elipsoidalne z odgiętym dziobkiem na jednym biegunie z jedną duża gutulą. Pora rostkowa dobrze widoczna. Wymiary: 8,5–10 × 4,5–5 µm.

## Występowanie i siedlisko
Znane jest występowanie rzęsostopka źdźbłowego w Ameryce Północnej, Europie, Azji i na Nowej Zelandii. W Polsce jest dość częsty.
Saprotrof. Występuje na łąkach i pastwiskach, kserotermicznych zboczach, w zaroślach i różnego typu lasach. Owocniki wyrastają w małych grupach  na łodygach butwiejących traw. Pojawiają się zazwyczaj po opadach deszczu, szybko jednak wysychają i zanikają.

## Gatunki podobne
Bardzo podobny jest rzęsostopek korowy (Crinipellis corticalis). Jest bardziej włochaty i rozwija się na martwym drewnie. Zarodniki ma migdałkowate.